# Абис Мал
Абис Мал (англ. Abis Mal) — персонаж, впервые появившийся в мультфильме «Возвращение Джафара» в качестве второстепенного антагониста, а затем выступил в качестве одного из главных антагонистов в мультсериале «Аладдин»; неуклюжий вор и лидер банды воров, который становится хозяином Джафара.

## Появления
Абис Мал был лидером банды воров. Воры были намного компетентнее своего предводителя, который ломал драгоценности и мало участвовал в драках. Их сообразительность была единственной вещью, которая помогла им сбежать от охранников Аграбы. Несмотря на их усилия, Абис Мал быстро забирал себе любое сокровище, которое они украли. Он платил своим приспешникам небольшие гроши, заставляя их разделить мешок с монетами.

### «Возвращение Джафара»
В «Возвращении Джафара» Абис Мал, по-видимому, совершил достаточно краж, чтобы его хорошо знали как охранники Аграбы, так и Аладдин. После одного рейда, в котором он, по-видимому, был не очень полезен, его банда воров возмущена, когда Абис Мал требует львиную долю награбленного богатства, оставляя в лучшем случае небольшой мешок монет для всего остального отряда. Аладдин крадёт его сокровище, что очень его злит. Абис Малу удаётся сесть на Ковёр, но Абу забирает у него цветок с самоцветами, который вор взял себе в качестве «награды как любимому вождю». Он пытается вернуть его, но падает из-за того, что отпустил край Ковра, пытаясь схватить Абу.
На следующий день в Аграбе Аладдин пересекается с Абис Малом и тремя разбойниками, прежде чем Яго, сбежавший из лампы Джафара, спасает Аладдина от вреда. Когда торговец, оплакивая уничтожение яиц для продажи, вызывает охрану, чтобы арестовать их, разбойники во главе с Абис Малем убегают.
Позже, набирая воды из колодца, Абис Мал натыкается на лампу Джафара и планирует продать её за богатство, протирая её, чтобы смыть воду. Недавнее вмешательство Аладдина заставило разбойников окончательно потерять веру в Абис Мала, и они объединились, чтобы убить его. Случайный призыв Джафара Абис Малом едва спас ему жизнь, когда вор узнаёт, что разбойники под его командованием планируют убить его за жестокое обращение с ними ранее. По итогу бывшие приспешники Абис Мала в страхе убежали.
Джафар исполнил первое желание Абис Мала о сокровищах с затонувшего корабля, отправив его на сам корабль, таким образом вынудив Абис Мала пожертвовать своим вторым желанием, чтобы вернуться назад в пустыню. Теперь разбойник должен помочь Джафару в его планах мести Аладдину, чтобы получить своё третье желание. Будучи подлым злодеем, Джафар манипулирует Абис Малом, заставляя его растратить два из трёх своих желаний фактически впустую, а затем вынуждая его помочь отомстить Аладдину, обманом заключившего его в ловушку в лампу в конце первого фильма, поскольку Джафар не может атаковать Аладдина и других напрямую из-за его новых ограничений джинна (а также вынужден использовать свою человеческую форму из-за того, что Абис Мал был слишком напуган, чтобы даже связно ответить Джафару, находившемуся в форме джинна).
После того, как Джафар прокрался во дворец и Джафар снова встретил Яго, джинн также волшебным образом запечатал Абис Мала в сундук с сокровищами после того, как последний совершил ошибку, устно обдумав желание получить сундук с сокровищами, прежде чем снять печать. Позже вместе с армией бандитов, наколдованных Джафаром, Абис Мал нападает на летающем коне на Аладдина и Султана. Аладдин пытается улететь с Султаном с края водопада на Ковре, однако у лошадей бандитов в конечном итоге отрастили крылья, в результате чего Аладдин был шокирован тем, что Абис Мал, по-видимому, знает магию. Несмотря на все усилия Аладдина, засада в конечном итоге привела к захвату Султана и вымыванию Аладдина в море, так как один из убийц телекинетически поднимает Аладдина без сознания от скал водопада, на что Абис Мал возмущается. на что Абис Мал немедленно призывает Джафара к действию, прежде чем Джафар раскрыл, что у него есть другой метод мести.
Джафар инсценирует убийство Султана, чтобы Аладдин был арестован и казнён, намеренно разрезает тюрбан Султана, чтобы подбросить её в качестве доказательства убийства, хотя Абис Малу он нравился. Позже Джафар соблазняет Абис Мала различными сокровищами, чтобы он мог освободить его своим последним желанием. Джинн предупреждает Абис Мала, что он может многое сделать с вором, не убивая его, в ответ на вопрос, приведёт ли освобождение Джафара к исчезновению сокровищ.
Прежде чем эта угроза распространится дальше, Аладдину удаётся украсть лампу, что приводит к её разрушению и смерти Джафара после продолжительной битвы. Абис Мал, как и Аладдин, был сброшен с рушащегося балкона дворца, и в конце концов он приземлился на дерево, а его ремень зацепился за ветку дерева, оставив его болтаться. Пока Абис Мал находится на дереве, лампа выпадает из его рук, и Аладдин со своей компанией преследуют её, оставляя Абис Мала, всё ещё тщетно пытающегося освободиться.
Как показано в сцене после титров, спустя несколько часов после битвы Абис Мал всё ещё висит на дереве, явно расстроенный не только потерей Джафара, но и возможностью исполнения его третьего желания.

### Мультсериал
В мультсериале «Аладдин» Абис Мал являлся одним из наиболее часто появляющихся антагонистов.

#### «Пернатые друзья»
В «Пернатых друзьях» в Аграбе бушевали торнадо, заставляя всех поверить в то, что они были демонами ветра, но Аладдин думал, что они были просто ворами, поскольку торнадо грабили людей. Вскоре Аладдин со своими друзьями обнаруживает, что торнадо являются ворами из команды Абис Мала. Группа также узнала, что они использовали перья Рух, чтобы превращаться в торнадо. В убежище Абис Мал ругал своих головорезов за поражение от Аладдина и планировал убить их, несмотря на то, что Харуд советовал не делать этого. Затем Абис Мал хвастался тем, как он использовал своих вооружённых перьями разбойников, чтобы править Аграбой. Той ночью Аладдин с друзьями пробрался в логово Абис Мала, чтобы получить перо Рух в качестве доказательства того, что Абис Мал стоял за торнадо. Они обнаружили, что лидер воров получил перья, заключив в тюрьму детёныша Рух. Абу попытался освободить Рух, когда вошли Абис и Харуд и послали на них охрану. Джинни улетел с детёнышем Рух, в то время как Аладдин, Ковёр, Яго и Абу были случайно унесены обратно в Аграбу Абис Малом. На следующее утро Мал и банда его последователей напали на Аграбу, раскрыв свою истинную личность Расулу и Фазалу. Аладдин смог остановить нескольких людей Абис Мала с помощью брезента, верёвки и змеи, но Абис Мал и его оставшиеся головорезы заманили их в вихрь и приготовились разрезать на ленточки. Внезапно прибыли Джинни и детёныш Рух с его матерью Рух, которая сдула Мала и его людей. Помощник лидера воров Харуд, наблюдая за происходящим, саркастически заметил, что он рад быть с Абис Малом.

#### «Коварство и дым»
В эпизоде «В погоне за дымом» Абис Мал и Харуд находят волшебный порошок, при сгорании которого рождаются демоны из дыма, грабящие людей по ночам. Замаскированные Абис Мал и Харуд продали сажу Жасмин, которая, несмотря на подозрения Аладдина, раздала её всем в Аграбе. Дымовые чудовища ограбили всех в Аграбе и принесли свою добычу Абис Малу. Аладдин и его команда последовали за одним из них в убежище Абис Мала и Харуда, где все дымовые монстры слились в дымного демона Сутинай. Сутинай разорвал свои связи с Абис Малом и Харудом и начал жечь Аграбу, используя дым от пожаров, чтобы стать сильнее, пока два вора бежали. Аладдин и его друзья отнесли бочки с ламповым маслом в каньон и взорвали их, чтобы выманить Сутиная из Аграбы. Затем они облили его водой из подземного колодца, потушив его и смыв Абис Мала и Харуда, которые сбежали в каньон и чуть не взорвались от лампового масла. Позже они сожгли промокшие останки Сутиная, по-видимому, воскресив его. Двое воров в страхе убежали, на самом деле не зная, что их напугал Джинни в облике «воскресшего» Сутиная.

#### «Джинн влюбился»
В «Очарованном джинне» Абис Мал и Харуд украли лампу Джинни у Аладдина, но поскольку Абис Мал наступил на Абу, он, Аладдин и Джин преследовали их, Джинни жаловался, что Абис Мал не понимает, что он свободен, и больше не исполняет желания. Однако троице не удалось поймать Абис Мала и Харуда, и они ушли. Пока Абис Мал тёр лампу Джинна, Джини последовал за ним и наткнулся на джинна женского пола, Иден, которую освободила девочка-сирота по имени Данди.
Когда два джинна получше узнали друг друга, Абис Мал и Харуд увидели их магию и обнаружили Иден. Абис Мал планировал взять её под свой контроль. Когда Иден ушла на свидание с Джини, Абис Мал и Харуд похитили Данди и заставили её отдать им бутылку Иден. Абис Мал призвал Иден и объявил себя её новым хозяином. Джинн, думая, что Иден бросил его, рассказал Аладдину, что произошло, и показал, что он знал, где всё это время был Абис Мал. Когда он увидел Иден с ним, он обвинил её в том, что она его обманула. Абис Мал загадал первое желание, заключающееся в том, чтобы Иден заточила Джинни на дне океана. Затем Абис Мал пожелал, чтобы Иден сделала его сверхсильным. Однако Иден смогла обойти первое желание Абис Мала, сказав Джинни, что Абис Мал не говорил заключать его на дно океана навсегда. После того, как сверхмощный Абис Мал пытался убить Аладдина, а Джинни лишил его силы, Иден указала, что Абис Мал не желал быть сверхсильным навсегда. Затем Абис Мал пожелал, чтобы Иден превратила Джина и Аладдина в тараканов, но Абу выхватил бутылку Иден и отдал её Данди, которая пожелала, чтобы Иден не исполнила желание Абис Мала. Это заставило выпущенную Иден магию изменить своё направление и вместо этого превратить Абис Мала и Харуда в тараканов.

#### «Роза забвения»
В «Розе забвения» Абис Мал украл Голубую розу Забвения у монахов, которые поклонялись ей, чтобы промыть мозги Султану и занять трон. Однако Абу украл розу, чтобы Аладдин мог отдать её Жасмин. Роза заставила Жасмин забыть, кто она такая, а Абис Мал и Харуд убедили её, что она дочь Мала и владелица пустыни. На следующий день Абис Мал, Харуд, Жасмин и группа их разбойников проникли во дворец и заключили в тюрьму Султана и охрану. Однако Жасмин предала Абиса Мала и посадила его в тюрьму, заявив, что никто не может быть её отцом настолько некомпетентным, как он. Затем ворвались Аладдин, Абу, Яго, Джинни и Ковёр, и Жасмин приказала их немедленно казнить. Пока Джинни сражался с ворами, а Ковёр, Яго и Абу разбирались с тигром Раджой, Аладдин безуспешно пытался убедить Жасмин, кто она на самом деле. Ему пришлось бежать, но он вспомнил то, что забыл: годовщину первого свидания с Жасмин. Когда Аладдин рассказал об этом Жасмин, роза завяла, разрушив чары. Абис Мал, Харуд и их люди объявили, что, хотя Аладдин смог разрушить чары Голубой розы Забвения, султан и его охрана всё ещё находятся в заключении и не могут помешать им продолжить свой план узурпации. Но Джинни опрыскал их духами из розы, заставив забыть, кто они такие. Яго и Абу сказали им, что они были их слугами, и Абис Мал и его приспешники стали служить им двоим.

#### «День основателя»
В «Дне основателя» Абис Мал и два разбойника-близнеца украли волшебные песочные часы у старой гадалки. Песочные часы позволили им путешествовать во времени, в результате чего Абис Мал изменил историю и стал править Аграбой. Аладдин и его команда последовали за ним через воронку времени в момент, когда Аграба была впервые основана группой кочевников. Абис Мал убедил своего предка Абнора Мала избавиться от Хамеда, основателя Аграбы и предка Жасмин, который сам нашёл Аграбу. Абис Мал отправил Хамеда в доисторические времена, в результате чего Жасмин исчезла. Аладдин смог спасти Хамеда, как раз в тот момент, когда Абис Мал и Абнор заставляли остальных кочевников, а также Абу и Яго строить Аграбу. Когда Абис Мал и Абнор увидели, что Аладдин и Хамед вернулись, они сразились из-за песочных часов и разбили их, создав огромный временной вихрь, который засосал Абис Мала, Аладдина, Абнора, Хамеда и разбойников Абис Мала. Началось ожесточённое сражение героев, перенимающих разные наряды и оружия из разных периодов времени, пока Джинни не смог сдержать вихрь и вернуть их. Затем персонажи вернулась в своё время, и теперь Хамед был мотивирован основать Аграбу, а Абнор был отправлен жить в пустыню в качестве изгоя, и, вероятно, поэтому Абис Мал стал вором. Когда Аладдин вместе с друзьями вернулся в настоящее, Джинни показал, что оставил Абис Мала в доисторическим времени, преследуемого саблезубым тигром.

#### «Двое против Аладдина»

Абис Мал и Механикус

Эпизод начался с того, что Абис Мал пожаловался Акбару на то, как Аладдин сорвал свой последний зловещий план. Затем он представил коробку Камней Настроения, которые планировал использовать в своём следующем замысле, но не мог вступить с ними в контакт, не подвергнувшись воздействию их силы. Именно тогда греческий учёный Механикус вошёл в «Череп и Кинжал», огорёенный своим последним поражением от рук Аладдина. Он и Абис Мал начали спорить о том, кто уничтожит Аладдина. Другим ворам надоела их ссора, и они подошли к ним, чтобы избить. Пытаясь защитить себя, Механикус вытащил маленького жука, а Абис Мал вытащил жёлтый камень настроения, но оба оказались неэффективными. Однако жук Механикуса схватил камень настроения и своей силой заставил воров бежать. Поняв, что на жуков Механикуса не действуют камни Абис Мала, злодеи решили объединиться, чтобы отомстить Аладдину. Механикус поместил каждый из камней настроения в жука и составил план по победе над командой Аладдина, так как у Абис Мала его не было. Этот план состоял в том, что Абис Мал сказал женщине, что его брат был заперт в пещере, и только Аладдин может его спасти. Аладдин и банда полетели в пещеру, где был «брат» Абис Мала, но на них напал один из скорпионов Механикуса. Джинни спас их, но команда Аладдина поняла, что попала в ловушку и стала искать другой выход. Затем Механикус приказал Абис Малу выпустить камень с жуками на друзей Аладдина: розовый заставил Яго влюбиться в Жасмин, зелёный заставил Жасмин завидовать, синий заставил Ковёр грустить, а белый заставил Абу неудержимо смеяться.
Пока Аладдин и Джин задавались вопросом, что происходит, Абис Мал неправильно расслышал Механикуса и высвободил секретное оружие злодеев: гигантского механического богомола. В результате атаки Аладдин упал со скалы, но Джинни спас его. Абис Мал и Механикус ненадолго задались вопросом, мёртв ли Аладдин, но знали, что более вероятно, что он выжил. Богомол привёл захваченных друзей Аладдина. Аладдин и Джинн прибыли в локацию, где находились Абис Мал и Механиклс, и узнали о том, как эти двое контролировали банду во время спора. Два злодея в конце концов подрались, но когда они увидели приближающегося Аладдина, богомол напал на него. Затем они поместили Джинаи под влияние пурпурного камня, сделав его высокомерным. Наконец, Абис Мал и Механикус поместили Аладдина под влияние жёлтого камня, заставив его почувствовать сильный страх, и преследовали его, сидя в богомоле. Когда два злодея пригрозили причинить вред Жасмин, Аладдин смог сопротивлением воздействия камню его уничтожить. Когда Абис Мал и Механикус попытались напасть на Аладдина, они случайно привели в действие разрушение базы, в то время как Аладдин освободил своих друзей от влияния камней. Джинни смог спасти команду Алладина банду, отметив, что злодеи не могли пережить разрушение базы, но Аладдин был уверен, что выжили. Он был прав; при этом Механикус попал под влияние белого камня и стал безконтрольно смеяться, Абис Мал попал под влияние зелёного камня и стал завидовать Аладдину.

#### «Окаменелый Яго»
Абис Мал добавлял в масла для ванн Султана каменный ифритовый яд, который медленно превратил бы Султана в камень, а Абис Мал мог бы дать ему противоядие в случае если тот передаст ему контроль над Аграбой. Однако Яго вымылся перед Султаном и постепенно стал обращаться в камень. Пока Абис Мал злорадствовал о том, как каменный ифрит помог бы ему завоевать Аграбу, не встречаясь с Джинни, Яго столкнулся с ним и показал, что это он превратился в камень. Абис Мал (с помощью Харуда) сказал, что даст Яго противоядие, если он принесёт ему лампу Джинна, на что Яго неохотно согласился. Старуха сказала Аладдину, что только измельчённая в порошок чешуя каменного ифрита является лекарством от яда. Сбросив звонок и захватив ифрит Абис Мала, Аладдин нашёл записку от Яго, в которой говорилось, что он собирается делать. Мучимый чувством вины, Яго не мог отдать лампу Абис Малу, но Абис смог отобрать её у него. Когда захваченный Аладдин ругал Яго, Абис Мал показал, что его ифрита больше нет, и он не может получить противоядие. Аладдин бросил противоядие Яго, который почти полностью превратился в камень. Почти окаменевший Яго вызвал Джинни, который схватил Абис Мала, но был вынужден отпустить его, когда Харуд пригрозил разбить Яго. Затем Джинн сказал Абис Малу, что зов каменного ифрита был рогом, который вызывал приспешников нежити. Абис Мал взорвал его, вызвав ифрита, который укусил его. Когда он начал превращаться в камень, Абис Мал попытался получить противоядие, но Аладдин применил его на Яго, вылечив его. Затем разбойник побежал за ифритом, пытаясь достать его чешую.

#### «Сказка стала былью»
В эпизоде «Сказка стала былью» Абис Мал и Харуд искали тайную крепость неуязвимого воина, чтобы найти его золотое оружие. Однако они не смогли пройти через маленькое отверстие и обманули двух детей, Кавида и Яни, заставив их охотиться за ним. Дети получили оружие, золотой шлем в форме скорпиона, и отдали его двум разбойникам, которые оставили их в яме. Яго и Абу присоединились к детям, и четверых преследовали гигантские скорпионы. Пока это происходило, Абис Мал обнаружил, что шлем может стрелять стрелами магии, которые замораживают людей. В восторге Абис Мал отправился захватить дворец. Когда дети, Абу и Яго сбежали из-под земли, они рассказали о случившемся Джинни, который отвёл их во дворец, чтобы предупредить Аладдина. Однако Абис Мал уже взял верх и заморозил Джинни, когда тот пытался сразиться с ним. В этот момент вмешался Аладдин и сразился с Абис Малом; в процессе битвы был заморожен Харуд. Когда Абис Мал попытался заморозить детей, Аладдин направил на него замороженного джинна, сбив шлем с его головы. Затем Аладдин отрубил хвост шлему, разморозив всех. Харуд бежал, а Абис Мал был схвачен стражниками.

#### «Ловок и горяч»
В эпизоде «Ловок и горяч» Абис Мал и Харуд купили свечу под названием Свеча Магмы у зеленокожего колдуна. Замаскированный Аладдин пытался украсть Свечу, но его прикрытие раскрыли Абу и Яго, которые пытались ограбить вора. Абис Мал узнал Абу и Яго и заставил воров под его командованием атаковать Аладдина. Аладдин смог ускользнуть от воров и снова попытался забрать Свечу, но Харуд наложил на Аладдина «Чары Неловкости», сделав его невероятно неуклюжим. Абис Мал и Харуд смогли сбежать, а Аладдин едва сбежал от банды воров. Вернувшись в их убежище, Харуд сказал Абис Малу, что Проклятие не было реальным, и Абис Мал зажёг Свечу, вызвав лавовый ифрит по имени Магма. По ифритским правилам Магма должна была подчиняться Абис Малу. Абис Мал отвёл Магму во дворец и сказал Султану отдать ему трон, иначе Магма сожжёт Аграбу дотла. Верный своему слову, Магма начал нагревать Аграбу, и Аладдин согласился помочь, несмотря на свою неуклюжесть. Аладдин и его команда спустилась в ядро Земли, где Магма выделяла тепло, которое нагревало Аграбу. Неуклюжесть Аладдина насторожила трёх злодеев. Джинни сражался с ними, отставив Аладдина в сторону, но Магма смогла добраться до Жасмин и попыталась сбросить на неё лаву. Аладдин смог преодолеть свою неуклюжесть, чтобы спасти её, и затем его команда вместе с ним ушла с того места. Абис Мал повторил свой ультиматум жителям Аграбы и приказал Магме поджечь город, чтобы привлечь внимание Аладдина. Прибыла его команда, и Джинни «проклял» злодеев гриппом. Магма не поверил Джинни, но Абис Мал тут же начал чихать. Аладдин смог столкнуть Магму в колодец и накрыл его, пока давление, вызванное паром, не отправило Магму к солнцу. Абис Мал и Харуд бежали обратно в своё убежище, где Харуд пытался убедить Абис Мала, что он не находится под проклятием.

#### «Бедный Яго»
Когда Яго преследовали по рыночной площади за его покрытые золотом перья, Абис Мал и Харуд думали, что он — Золотая Птица Баббагануша, и он приведёт их к сокровищам. Однако поймать его им не удалось. На следующий день Абис Мал злился из-за того, что им не удалось поймать Яго. В этот момент вошёл Яго и отдал сокровище ворам, чтобы они не жадничали. Абис Мал и Харуд поняли, что он был Золотой Птицей, которую они видели, что привело Абис Мала к мысли, что Яго был замаскированной Золотой Птицей. Злодеи схватили Абу и дали понять, что освободят его только в том случае, если Яго приведёт их к сокровищам. Яго привёл их к скале, но сокровищ там не было. Абис Мал и Харуд напали на Яго, а также на нескольких торговцев и дворцовую стражу, жаждавших крови Яго. Бои вызвали гейзер воды и, по-видимому, убили Яго. Однако Яго пришёл в себя и обвинил во всем Абис Мала и Харуда, которых угнали на лошадях.

#### «Семь ликов джинна»
Когда Аладдин, Джинни, Яго, Абу и Султан отправились в Гетзистан с дипломатической миссией, Абис Мал и Харуд последовали за ними с противодействующими джинну взрывными сферами, которые Абис Мал планировал использовать для уничтожения Джинна. Той ночью Абис Мал попытался использовать один из них на Джинни, но потерпел неудачу из-за того, что Джинни выстрелил из пулемёта, ошибочно приняв фейерверк за атаку. На следующий день Абис Мал смог поразить Джинни одной из сфер, но схватил Харуда вместо Султана. Однако сфера не уничтожила Джинни, а вместо этого разделила его на семь аспектов его личности: смех, гнев, мужество, доброта, мудрость, страх и странность. Пока Аладдин, Абу и Яго разбирались с первыми четырьмя, Абис Мал и Харуд убедили последних троих помочь им похитить Султана, сказав им, что Абис Мал был законным правителем Аграбы. Когда семь джиннов сражались друг с другом, они захватили султана Паста аль-Денте, из-за чего Абис Мал вместо этого решил завоевать Гетзистан. Затем он достал свою оставшуюся сферу, чтобы уничтожить джиннов, но Аладдин бросил её в надежде, что она вернёт Джинни. Это не сработало, но потом Аладдин понял, что всё, что им нужно сделать, это сказать джиннам, что они хотят вернуть настоящего джинна. Все джинны снова слились в обычного Джинни, который заманил Абис Мала и Харуда в клетку, когда те пытались убежать.

#### «Зелье грифона»
Абис Мал и Харуд украли яйцо грифона, и их преследовали Аладдин, Абу и Джинни. Они получили от них яйцо, но Аладдин был ранен, во многом по вине Джинни. Вернувшись во дворец, Аладдин объяснил, как Абис Мал украла яйцо у матери-грифона, которая в гневе напала на Гетзистан. Когда банда полетела в город, Абис Мал и Харуд последовали за ними, Абис Мал рассказал, что планировал использовать коготь новорождённого грифона для зелья, которое придаст ему сверхсилу. Той ночью в Гетзистане, где грифон всех напугал, Харуд напугал Абис Мал сценариями того, что мать-грифон сделает с ним, если она найдёт его, из-за чего Мал случайно выпил незавершённое зелье. Это дало Абису Малу жёлтые волосы, которые быстро распространились по всему телу. В отчаянии Абис Мал украл яйцо грифона у Аладдина и его компании и сбежал с ним. Харуд сказал Абис Малу сесть на него, чтобы вылупился маленький грифон. После дня сидения Абис Мал попытался разбить яйцо, но Аладдин забрал его у него. После того, как компания Аладдина подралась с матерью-грифоном, Абис Мал забрал яйцо обратно только для того, чтобы оно вылупилось, и детёныш грифона воссоединился со своей матерью. Затем Абис Мал и Харуд были заключены в клетку султаном Паста Аль-Денте в качестве аттракциона «Человек-обезьяна» в надежде собрать людей со всего света в Гетзистане.

#### «Глаз Фашума»
Абис Мал и Харуд захватили Ковёр с помощью «женского ковра», который на самом деле оказался марионеткой, и подчинили его, угрожая банкой с молью. Аладдин, Жасмин, Абу, Джин и Яго увидели двух воров, улетающих на ковре, и бросились в погоню. Погоня привела к докам, где Абис Мал и Харуд скрылись на корабле. Когда у компании Аладдина появилась собственная лодка, Харуд вшил Ковёр в парус своего корабля и использовал мотыльков, чтобы заставить Ковёр использовать свою магию для полёта корабля. Аладдин и его друзья последовали за тем летучим кораблём, но они, включая Джинни, были схвачены Абисом Малом и Харудом, включая Джини. Абис Мал объяснил, что украл Ковёр, чтобы добраться до замка Фашума и украсть его сокровище. Как только они прибыли в замок, Абис и Харуд взяли с собой Жасмин, чтобы проверить наличие ловушек, оставив Аладдина позади. Когда два вора и Жасмин обнаружили сокровища, они наткнулись на камень Фашума. Абис Мал взобрался наверх и украл его глаз, что вернуло Фашума к жизни. Фашум попытался уничтожить Абис Мала и Харуда за кражу его глаза, но Аладдин смог победить его, используя щит, отражающий выстрелы из глаза Фашума, в результате чего он начал обвал, в котором Фашум был раздавлен насмерть. Абис Мал попытался натравить Джинни на банду, но вместо этого он, оказывается, выпустил моль, которые прогнали его и Харуда. Затем выясняется, Абу украл бутылку, в которой находился Джинни. Вскоре команда Аладдина покинула замок Фашума, планируя вернуться позже за Абис Малом и Харудом.

#### «Наступление Хаоса»
В «Наступлении Хаоса» Абис Мал ненадолго появился вместе с Механикусом и Мозенратом на экране телевизора Джинни.

## Оценки
Его имя происходит от слова abysmal, что в переводе означает слово «бездна». Это является отсылкой к печальным результатам всех его планов.
Французское издание Serieously отмечает, что Абис Мал — «некомпетентный и глупый вор». Редакторы из Screen Rant пишут, что Абис Мал — «инфантильный и некомпетентный вор, который сделает всё, чтобы разбогатеть» и «действительно забавный и неумелый новый злодей».
Энтони Дайверс из 25YL пишет, что Абис Мал играет «роль идиота, который освобождает Джафара от его лампы. Он также стремится отомстить Аладдину за то, что он выставил его дураком перед его и без того нелояльной группой бандитов. Он забавный персонаж, и [Джейсон] Александер был отличным выбором для этой роли».